# Lucy (歌手)
Lucy（ルーシー、1988年5月13日 - ）は、日本の女性歌手・作詞家。元LAZYgunsBRISKYのボーカル。福島県いわき市出身。血液型はO型。

## 来歴

### LAZYgunsBRISKY
2006年、に高校の同級生4人で「LAZYgunsBRISKY」を結成。
2008年4月に深沼元昭プロデュースのアルバム「quixotic」（July Records）でインディーズデビューし、同年12月に浅井健一プロデュースのアルバム「Catching!」（BabeStar Records 現FlyingStar Records）でメジャー・デビュー。
2009年、「ARABAKI ROCK FEST.2009」の出演を果たし、同年7月、FlyingStar Recordsよりミニアルバム「26times」を発売した。「フジロックフェスティバル 2009」の会場内オアシススペースにてゲリラライブを決行したことでも話題となった。活動は海外でも注目され、2010年初のヨーロッパツアーを成功させた後、アメリカでgoo goo dollsのRobby TakacのレーベルGood Caramel Recordsより「26times」が配信開始、ドイツのレーベルSpark & Shineより「Catching!」がヨーロッパ全域にて発売。同年12月に独自のレーベル、G.o.D. Recordsを立ち上げ、ライブ会場限定販売3曲入りシングルを発売。2011年5月にSEXY STONES RECORDSの傘下であるMOVEment Recordsより、アルバム「LAZYgunsBRISKY」を発売、同年7月に行われた二度目のヨーロッパツアーで「JAPAN EXPO」にも出演。その後、国内でのライブを主に活動していたが、2012年5月12日下北沢Gardenのライブにて解散。

### その他の活動
2009年Mellowheadの4thアルバム「Daydream Weaver」に収録された「Never enough」「ABOUT A LOVE」にボーカルとして参加。
2010年BUCK-TICKの28thシングル「独壇場Beauty」のアルバム（RAZZLE DAZZLE）バージョンにてコーラスを担当。
2011年8月より深沼元昭のプロジェクトとして結成されたバンド、BORZOIQのボーカルを務め2012年3月にアルバム「BORZOIQ」をリリース。現在ソロ活動に専念の為、活動休止。

### ソロ活動
2012年4月、「夜明け」を発表しソロ活動を本格的に始める。同年8月に「WANT」 「メロディ」を発表。同年10月に上記3曲がiTunes、レコチョク等でリリース。a-nation'12に出演する等、ライブを中心に活動している。
- 8月9日(木) @ a-nation music week SHIBUYA-AX  Asia Progress
- 8月25日(土) @ a-nation stadium fes.Charge Go! ウイダーinゼリー
- 8月26日(日) @ TBS番組祭り『夏サカス2012』
- 9月12日(水) @ 渋谷CHELSEA HOTEL
- 9月29日(土) @ NACO KICKOFF PARTY in MEIEKIいいね！
- 10月11日(木) @ 新宿 Motion
- 11月10日(土) @ NACO premium live
- 11月11日(日) @『SAKAE RUNWAY　2012』
- 11月18日(日) @ 新宿 Motion
- 12月2日(日) @ 渋谷屋根裏

## 概要

### 歌詞・楽曲
自身の歌うほぼ全ての楽曲の歌詞を担当。中学時代をドイツのアメリカンスクールで過ごし、LAZYgunsBRISKYでは、最後にリリースされたアルバム「LAZYgunsBRISKY」に収録された楽曲以外は全て英語詞。攻撃的で強く訴えかけるような言葉が特徴的。社会や人間に問いかける内容のものが多い。楽曲は骨太でストレートなロックンロール。ソロ活動における歌詞は全て日本語詞で書かれている。その内容は、バンド活動時同様、人に(あるいは自分に)訴えかけるものや問いかけるものが多いが、歌謡曲に近い作風で書かれている。楽曲自体のジャンルは様々であるが、シンプルなロックサウンドを基調にしたものが多い。

### タイアップ
- 「夜明け」: 小説「ピエロ～夜明け前〜」主題歌
- 「WANT」: 名古屋コレクション2012/2013 テーマソング[7]
- 「メロディ」: CBC「やすだの歩き方」エンディングテーマ[8]

### インタビュー
- NYLON (2012年11月号)[9]
- ふみコミュ スペシャル企画[10]